# Composizione del Senato del Regno d'Italia
Le nomine Reali di Senatori del Regno d'Italia nelle diverse legislature:
- Nomine Reali dei Senatori del Regno nella VIII legislatura (1861-1865)
- Nomine Reali dei Senatori del Regno nella IX legislatura (1865-1867)
- Nomine Reali dei Senatori del Regno nella X legislatura (1867-1870)
- Nomine Reali dei Senatori del Regno nella XI legislatura (1870-1874)
- Nomine Reali dei Senatori del Regno nella XII legislatura (1874-1876)
- Nomine Reali dei Senatori del Regno nella XIII legislatura (1876-1880)
- Nomine Reali dei Senatori del Regno nella XIV legislatura (1880-1882)
- Nomine Reali dei Senatori del Regno nella XV legislatura (1882-1886)
- Nomine Reali dei Senatori del Regno nella XVI legislatura (1886-1890)
- Nomine Reali dei Senatori del Regno nella XVII legislatura (1890-1892)
- Nomine Reali dei Senatori del Regno nella XVIII legislatura (1892-1895)
- Nomine Reali dei Senatori del Regno nella XIX legislatura (1895-1897)
- Nomine Reali dei Senatori del Regno nella XX legislatura (1897-1900)
- Nomine Reali dei Senatori del Regno nella XXI legislatura (1900-1904)
- Nomine Reali dei Senatori del Regno nella XXII legislatura (1904-1909)
- Nomine Reali dei Senatori del Regno nella XXIII legislatura (1909-1913)
- Nomine Reali dei Senatori del Regno nella XXIV legislatura (1913-1919)
- Nomine Reali dei Senatori del Regno nella XXV legislatura (1919-1921)
- Nomine Reali dei Senatori del Regno nella XXVI legislatura (1921-1924)
- Nomine Reali dei Senatori del Regno nella XXVII legislatura (1924-1929)
- Nomine Reali dei Senatori del Regno nella XXVIII legislatura (1929-1934)
- Nomine Reali dei Senatori del Regno nella XXIX legislatura (1934-1939)
- Nomine Reali dei Senatori del Regno nella XXX legislatura (1939-1943)